# シロオビネズミカンガルー
シロオビネズミカンガルー（Bettongia lesueur）は、二門歯目ネズミカンガルー科フサオネズミカンガルー属に分類される有袋類。

## 分布
オーストラリア（西オーストラリア州）固有種

## 形態
体長28-36cm。尾長21.5-32.6cm。体重0.9-1.8kg。尾は太い。全身は黄色みを帯びた灰色の体毛で覆われる。腰の体色は帯状に淡色になり、和名の由来になっている。尾を覆う体毛は薄い。
耳介は小型で丸みを帯びる。

## 生態
荒地などに生息し、スピニフェクスが点在する環境を好む。ネズミカンガルー科では唯一地中棲で、複数の出入り口がある巣穴の中で生活する。夜行性。オスは単独で生活するが、ペアで生活したりメスのみで群れを形成する事もある。
食性は植物食傾向の強い雑食で、植物の根、根茎、果実、種子、菌類、シロアリなどを食べる。
繁殖形態は胎生。1回に1頭の幼獣を年に2回に分けて産む。幼獣は生後115日は母親の育児嚢の中で生活し、5-6か月後に独立する。

## 人間との関係
人為的に移入されたアナウサギとの競合、アカギツネやノネコによる捕食などにより生息数は激減した。以前はオーストラリア南部にも分布していたが、西オーストラリア州のドール島とバーニア島、バロー島の個体群を残して絶滅した。競合相手や天敵となる外来種を駆除した上で、再導入する試みが進められている。1992年にハイリソン・プロング半島、1999年にニューサウスウェールズ州に再導入され生息数は増加傾向にある。